# 尼西比斯之围 (235年)
公元224年，阿尔达希尔一世击败帕提亚帝国，并以萨珊帝国取而代之。他在泰西封掌握权力之后，几乎随即就开始侵袭罗马领土。230年代早期，亚历山大·塞维鲁对萨珊波斯发动了一场大规模入侵，被波斯军队逐出并蒙受重大伤亡。尼西比斯在235或237年被波斯军队围攻，并最终被占领。